# Système ordiné
Un système ordiné est le terme générique pour tout matériel électronique ayant une composante intelligente programmable pouvant communiquer avec le monde extérieur par l'intermédiaire de capteur et d'actionneur physique ou logiciel. Ce système peut être autonome ou assisté par le biais d'un ordinateur afin d'en faire le contrôle.
Il s'agit généralement de matériel électronique de faible puissance, ce qui exclut donc les automates programmables. Ces systèmes ordinés peuvent être utilisés dans plusieurs environnements : commercial (par exemple, les systèmes d'alarme), résidentiel (par exemple, la domotique) ou industriel (par exemple, des contrôles de procédés).